# Франс, Анатоль

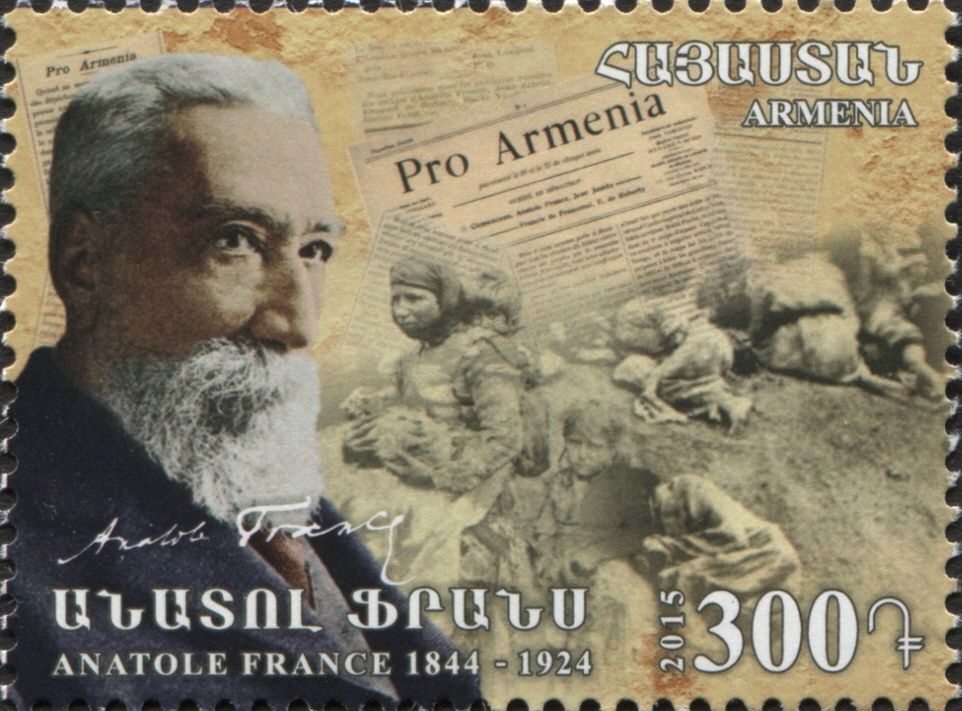
Анатоль Франс на почтовой марке Армении, 2015

Анато́ль Франс (фр. Anatole France; настоящее имя — Франсуа́ Анато́ль Тибо́, François-Anatole Thibault; 16 апреля 1844 года, Париж, Франция — 12 октября 1924 года, Сен-Сир-сюр-Луар, Франция) — французский писатель и литературный критик, автор романов «Боги жаждут», «Остров пингвинов», «Восстание ангелов», «Таис» и др.
Член Французской академии (1896). Лауреат Нобелевской премии по литературе (1921) за «блестящие литературные достижения, отмеченные изысканностью стиля, глубоко выстраданным гуманизмом и истинно галльским темпераментом», причём деньги Франс пожертвовал в пользу голодающих России.

## Биография
Отец Анатоля Франса был владельцем книжного магазина, специализировавшегося на литературе, посвящённой истории Великой французской революции. Анатоль Франс с трудом закончил иезуитский коллеж, в котором учился крайне неохотно, и, провалившись несколько раз на выпускных экзаменах, сдал их только в возрасте 20 лет.
С 1866 года Анатоль Франс вынужден был сам зарабатывать на жизнь, и начал карьеру библиографом. Постепенно он знакомится с литературной жизнью того времени, и становится одним из заметных участников парнасской школы. Во время Франко-прусской войны 1870—1871 годов Франс некоторое время служил в армии, а после демобилизации продолжал писать и выполнять различную редакторскую работу. В 1875 году у него появляется первая настоящая возможность проявить себя в качестве журналиста, когда парижская газета Le Temps заказала ему серию критических статей о современных писателях. Уже в следующем году он становится ведущим литературным критиком этой газеты и ведёт свою собственную рубрику под названием «Литературная жизнь».
В 1876 году Франс назначается заместителем директора библиотеки французского Сената и в течение последующих четырнадцати лет занимает этот пост, что давало ему возможность и средства заниматься литературой. В 1922 году его сочинения были включены в католический «Индекс запрещённых книг».
Умер Анатоль Франс в 1924 году. После смерти его мозг был исследован французскими анатомами, которые, в частности, установили, что его масса составляет 1017 г. Похоронен на кладбище в Нёйи-сюр-Сен. Его имя было присвоено ряду улиц в разных городах и коммунах Франции, а также станциям метро в Париже и Рене.

## Общественная деятельность
Был членом Французского Географического общества.
В 1898 году Франс принял самое деятельное участие в деле Дрейфуса. Под влиянием Марселя Пруста Франс первым подписал знаменитое письмо-манифест Эмиля Золя «Я обвиняю».
С этих времен Франс стал видным деятелем реформистского, а позже — социалистического лагеря, принимал участие в устройстве народных университетов, читал лекции рабочим, участвовал в митингах, организованных левыми силами. Франс становится близким другом лидера социалистов Жана Жореса и литературным мэтром Французской социалистической партии. В 1920 году после раскола в ФСП стал членом Французской коммунистической партии.

## Творчество

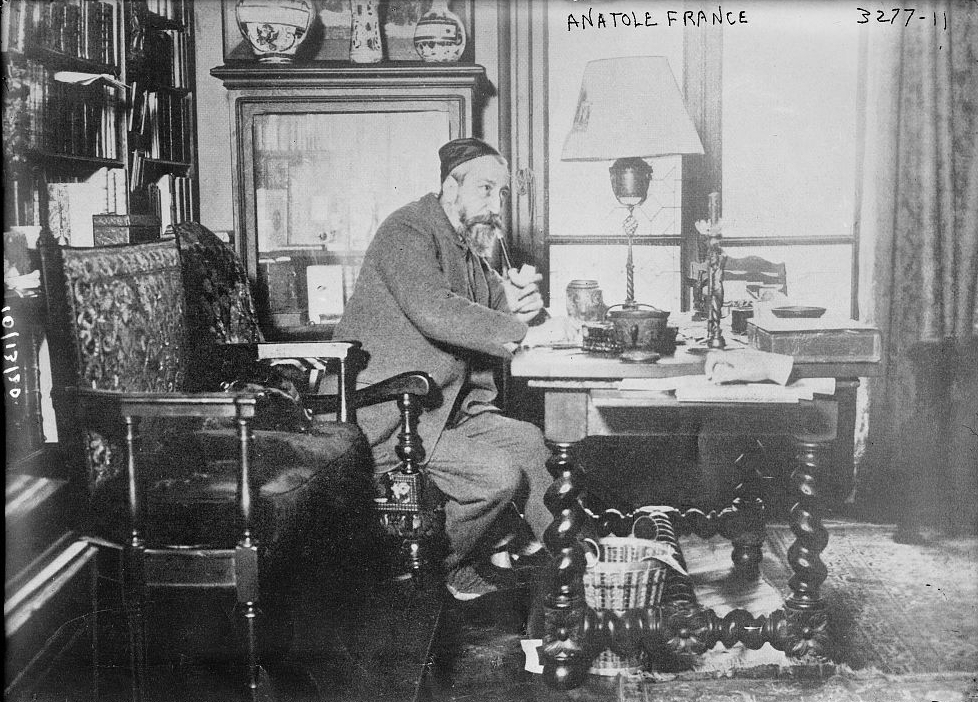
Анатоль Франс. Творческий процесс.

### Раннее творчество
Роман, принёсший ему известность, «Преступление Сильвестра Боннара», опубликованный в 1881 году — сатира, в которой легкомыслию и доброте отдаётся предпочтение перед суровой добродетелью.
В последующих повестях и рассказах Франса с огромной эрудицией и тонким психологическим чутьём воссоздан дух разных исторических эпох. «Харчевня королевы Гусиные Лапы» (1893) — сатирическая повесть во вкусе XVIII века, с оригинальной центральной фигурой аббата Жерома Куаньяра: он благочестив, но ведёт греховную жизнь и оправдывает свои «падения» тем, что они усиливают в нём дух смирения. Того же аббата Франс выводит в «Суждения господина Жерома Куаньяра» (Les Opinions de Jérôme Coignard, 1893).
В целом ряде рассказов, в частности, в сборнике «Перламутровый ларец» (1892), Франс обнаруживает яркую фантазию; его любимая тема — сопоставление языческого и христианского миросозерцаний в рассказах из первых веков христианства или раннего Возрождения. Лучшие образцы в этом роде — «Святой сатир» (Saint Satyr). В этом он оказал определённое влияние на Дмитрия Мережковского. Роман «Таис» (1890), история знаменитой древней куртизанки, ставшей святой, написан в том же духе смеси эпикуреизма и христианского милосердия.
В романе «Красная лилия» (1894), на фоне изысканно художественных описаний Флоренции и живописи примитивов, представлена чисто парижская адюльтерная драма в духе Бурже (за исключением прекрасных описаний Флоренции и картин).

### Период социальных романов
Затем Франс начал серию своеобразных острополитических по содержанию романов под общим заглавием: «Современная история» («Histoire Contemporaine»). Это — историческая хроника с философским освещением событий. Как историк современности, Франс обнаруживает проницательность и беспристрастие учёного изыскателя наряду с тонкой иронией скептика, знающего цену человеческим чувствам и начинаниям.
Вымышленная фабула переплетается в этих романах с действительными общественными событиями, с изображением избирательной агитации, интриг провинциальной бюрократии, инцидентов процесса Дрейфуса, уличных манифестаций. Наряду с этим описываются научные изыскания и отвлечённые теории кабинетного учёного, неурядицы в его домашней жизни, измена жены, психология озадаченного и несколько близорукого в жизненных делах мыслителя.
В центре событий, чередующихся в романах этой серии, стоит одно и то же лицо — учёный историк Бержере, воплощающий философский идеал автора: снисходительно-скептическое отношение к действительности, ироническую невозмутимость в суждениях о поступках окружающих лиц.

### Сатирические романы

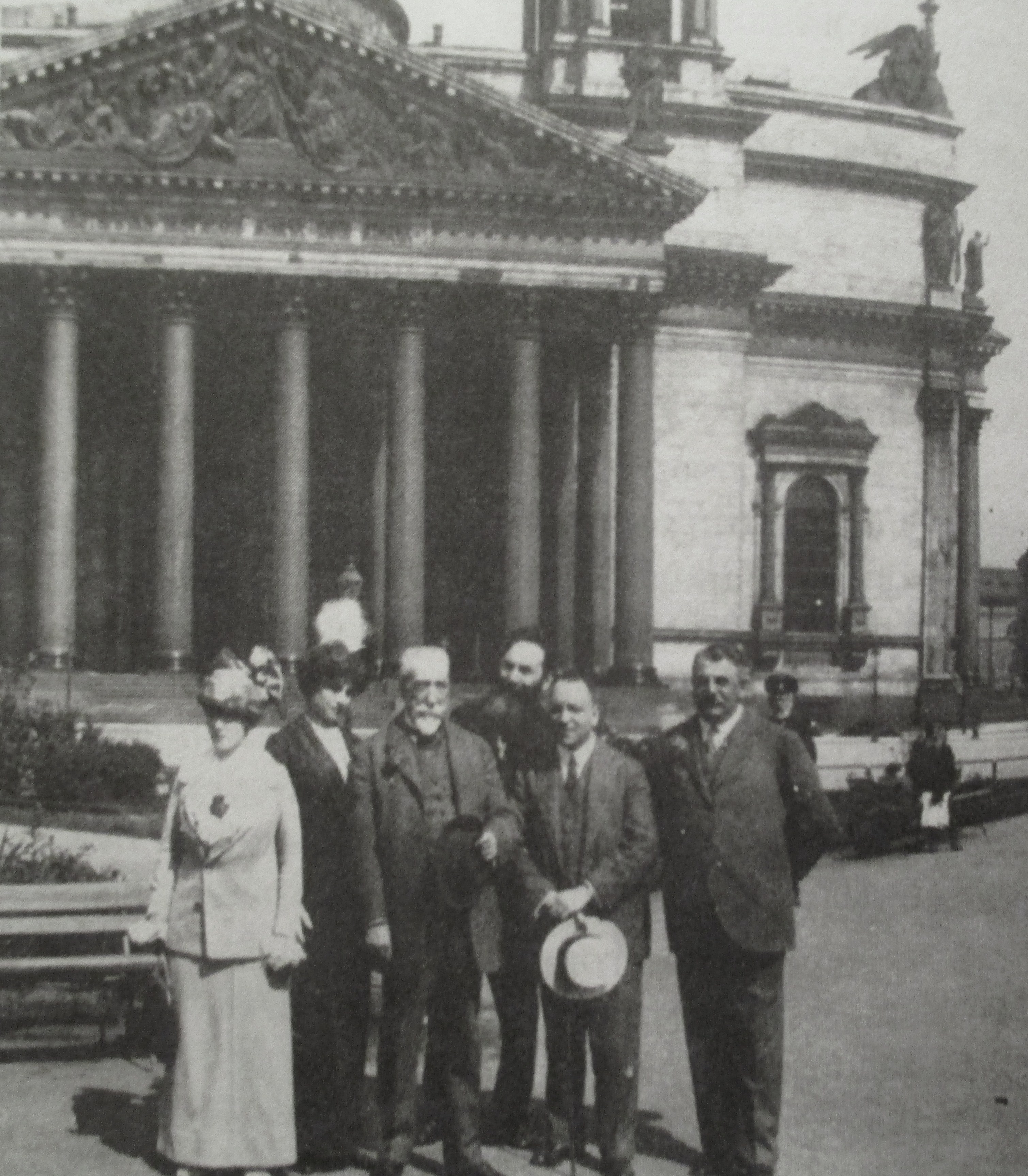
Франс в Петербурге (1913 год)

Следующее произведение писателя, двухтомный исторический труд «Жизнь Жанны д’Арк» («Vie de Jeanne d’Arc», 1908), написанный под влиянием историка Эрнеста Ренана, был плохо принят публикой. Клерикалы возражали против демистификации Жанны, а историкам книга показалась недостаточно верной первоисточникам.
Зато пародия на французскую историю «Остров пингвинов» (L'Île des Pingouins), опубликованная также в 1908 году, была принята с большим энтузиазмом. В «Острове пингвинов» близорукий аббат Маэль по ошибке принял пингвинов за людей и окрестил их, чем вызвал массу сложностей на небесах и на земле. В дальнейшем в своей непередаваемой сатирической манере Франс описывает возникновение частной собственности и государства, появление первой королевской династии, средние века и Возрождение. Большая часть книги посвящена современным Франсу событиям: попытке переворота Ж. Буланже, делу Дрейфуса, нравам кабинета Вальдека-Руссо. В конце даётся мрачный прогноз будущего: власть финансовых монополий и атомный терроризм, разрушающий цивилизацию. После чего общество вновь возрождается и постепенно приходит к тому же концу, что намекает на тщету изменения пингвинской (человеческой) природы.
Следующее большое художественное произведение писателя, роман «Боги жаждут» (Les dieux ont soif) (1912), посвящён французской революции.
Его роман «Восстание ангелов» (La Révolte des anges) (1914) — это социальная сатира, написанная с элементами игровой мистики. На Небесах царит не всеблагой Бог, а злой и несовершенный Демиург, и сатана вынужден поднять против него восстание, которое есть своего рода зеркальное отражение социального революционного движения на Земле.
После этой книги Франс всецело обращается к автобиографической теме и пишет очерки о детстве и отрочестве, которые впоследствии вошли в романы «Маленький Пьер» («Le Petit Pierre», 1918) и «Жизнь в цвету» («La Vie en fleur», 1922).

## Франс и оперное искусство
Произведения Франса «Таис» и «Жонглёр Богоматери» послужили источником либретто опер композитора Жюля Массне.

## Характеристика мировоззрения из энциклопедии Брокгауза и Ефрона
Франс — философ и поэт. Его миросозерцание сводится к утонченному эпикурейству. Он самый острый из французских критиков современной действительности, безо всякой сентиментальности раскрывающий слабости и нравственные падения человеческой натуры, несовершенство и уродство общественной жизни, нравов, отношений между людьми; но в свою критику он вносит особую примиренность, философскую созерцательность и безмятежность, согревающее чувство любви к слабому человечеству. Он не судит и не морализирует, а только проникает в смысл отрицательных явлений. Это сочетание иронии с любовью к людям, с художественным пониманием красоты во всех проявлениях жизни и составляет характерную черту произведений Франса. Юмор Франса заключается в том, что его герой применяет один и тот же метод к исследованию самых разнородных на вид явлений. Тот же исторический критерий, на основании которого он судит о событиях в древнем Египте, служит ему для суждении о дрейфусовском деле и его влиянии на общество; тот же аналитический метод, с которым он приступает к отвлечённым научным вопросам, помогает ему объяснить поступок изменившей ему жены и, поняв его, спокойно уйти, не осуждая, но и не прощая.

## Сочинения

### Современная история (L’Histoire contemporaine)
- Под городскими вязами (L’Orme du mail, 1897).
- Ивовый манекен (Le Mannequin d’osier, 1897).
- Аметистовый перстень (L’Anneau d’améthyste, 1899).
- Господин Бержере в Париже (Monsieur Bergeret à Paris, 1901).

### Автобиографический цикл
- Книга моего друга (Le Livre de mon ami, 1885).
- Пьер Нозьер (Pierre Nozière, 1899).
- Маленький Пьер (Le Petit Pierre, 1918).
- Жизнь в цвету (La Vie en fleur, 1922).

### Романы
- Иокаста (Jocaste, 1879).
- Тощий кот (Le Chat maigre, 1879).
- Преступление Сильвестра Боннара (Le Crime de Sylvestre Bonnard, 1881).
- Страсть Жана Сервена (Les Désirs de Jean Servien, 1882).
- Граф Абель (Abeille, conte, 1883).
- Таис (Thaïs, 1890).
- Харчевня королевы Гусиные Лапы (La Rôtisserie de la reine Pédauque, 1892).
- Суждения господина Жерома Куаньяра (Les Opinions de Jérôme Coignard, 1893).
- Красная лилия (Le Lys rouge, 1894).
- Сад Эпикура (Le Jardin d’Épicure, 1895).
- Театральная история (Histoire comique, 1903).
- На белом камне (Sur la pierre blanche, 1905).
- Остров пингвинов (L’Île des Pingouins, 1908).
- Боги жаждут (Les dieux ont soif, 1912).
- Восстание ангелов (La Révolte des anges, 1914).

### Сборники новелл
- Валтасар (Balthasar, 1889).
- Перламутровый ларец (L’Étui de nacre, 1892).
- Колодезь Святой Клары (Le Puits de Sainte Claire, 1895).
- Клио (Clio, 1900).
- Прокуратор Иудеи (Le Procurateur de Judée, 1902).
- Кренкебиль, Пютуа, Рике и много других полезных рассказов (L’Affaire Crainquebille, 1901).
- Рассказы Жака Турнеброша (Les Contes de Jacques Tournebroche, 1908).
- Семь жен Синей Бороды (Les Sept Femmes de Barbe bleue et autres contes merveilleux, 1909).

### Драматургия
- Чем черт не шутит (Au petit bonheur, un acte, 1898).
- Кренкебиль (Crainquebille, pièce, 1903).
- Ивовый манекен (Le Mannequin d’osier, comédie, 1908).
- Комедия о человеке, который женился на немой (La Comédie de celui qui épousa une femme muette, deux actes, 1908).

### Эссе
- Жизнь Жанны д’Арк (Vie de Jeanne d’Arc, 1908).
- Литературная жизнь (Critique littéraire).
- Латинский гений (Le Génie latin, 1913).

### Поэзия
- Золотые поэмы (Poèmes dorés, 1873).
- Коринфская свадьба (Les Noces corinthiennes, 1876).

### Издание сочинений в русском переводе
- Франс А. Собрание сочинений в двадцати томах. — М.—Л.: ЗиФ "Земля и Фабрика", 1928—1931.
- Франс А. Собрание сочинений в восьми томах. — М.: Государственное издательство художественной литературы, 1957—1960.
- Франс А. Собрание сочинений в четырёх томах. — М.: Художественная литература, 1983—1984.

## Фильмография
Кинематографические экранизации работ Анатоля Франса были осуществлены ещё при его жизни.
Он также появляется в документальном фильме режиссёра Александра Гитри Наши (1915).
Фильмы
- 1914: Таис, режиссёры Констанс Кроули[англ.] и Артур Мод[англ.]
- 1920: Красная лилия, режиссёр Шарль Модрю[фр.]
- 1922: Кренкебиль, режиссёр Жак Фейдер
- 1925: Жокаст[фр.], режиссёр Гастон Равель
- 1926: Боги жаждут, режиссёр Пьер Мародон[фр.]
- 1926: La leçon bien apprise (короткометражный), режиссёр Gauthier Debere
- 1934: Кренкебиль[фр.], режиссёр Жак де Баронселли
- 1935: В погоне за вчера[англ.], режиссёр Джордж Николлс-младший[англ.]
- 1944: Фелиси Нантёй[фр.], режиссёр Марк Аллегре
- 1954: Кренкебиль[фр.], режиссёр Ральф Хабиб
- 1962: Мужчина, который женился на глухой женщине, режиссёр Herlander Peyroteo
- 1970: Жонглер Богоматери, режиссёр Milton H. Lehr
- 1971: Христос из океана[исп.], режиссёр Рамон Фернандес[исп.]
- 1983: Таис, режиссёр Ришард Бер[пол.]
- 2011: Гольфстрим под айсбергом, режиссёр Евгений Пашкевич.

ТВ фильмы
- 1974: Преступление Сильвестра Бонара, режиссёр Галина Самойлова
- 1981: Современная история (мини-сериал), режиссёр Мишель Буарон.
- 1982: Жонглер Богоматери, режиссёр Майкл Рэй Родс
- 2009—2010: Век Мопассана. Повести и рассказы XIX столетия (телесериал), режиссёр серии по мотивам произведений Франса — Филипп Монье[фр.].

## Личная жизнь
Франс был многократно женат, однако помимо этого, имел многочисленные бурные романы.
В первом браке имел дочь Сюзанну Тибо, у которой во втором браке (с Мишелем Псикари) родился сын Люсьен. Рано умерла (в возрасте 37 лет).

## Интересные факты
- Анатоль Франс, познакомившийся с Марселем Прустом в 1889 году, написал предисловие к его раннему сборнику «Утехи и дни» (1896) и хотел выдать за него свою дочь Сюзанну, но позже охладел к молодому писателю. В свою очередь, Пруст использовал характерные черты внешности и некоторые детали литературного стиля Франса для создания образа писателя Бергота в цикле романов «В поисках утраченного времени» (1913—1927).[9][10]